# Jean-Louis Daniel (peintre)
Jean-Louis Daniel est un peintre paysagiste français et auteur d'ouvrages sur le dialecte périgourdin, né à Sorges le 22 janvier 1861, et mort à Saint-Maur-des-Fossés, où il s'est retiré, le 24 octobre 1929.

## Biographie
Son père était un agriculteur aisé. Il fait ses études au lycée de Périgueux. Son père souhaite qu'il continue ses études à l'école de vétérinaire de Maison-Alfort. Cette profession ne l'intéressant pas, il choisit de devenir directeur de travaux de la ville de Périgueux. Ce métier lui permet de mettre à profit son goût du dessin en réalisant les plans de l'immeuble de la justice de paix, rue Maleville, et de l'école de dessin, rue de Varsovie, où il a enseigné plus tard.
Il a été l'élève de Louis-Augustin Auguin, peintre réputé de Bordeaux. Il a exposé au salon de Périgueux, au Salon des indépendants et présente, en 1929, année de sa mort, au Salon des artistes français un dessin à la mine de plomb lavée intitulé Coin d'étang (Corrèze).

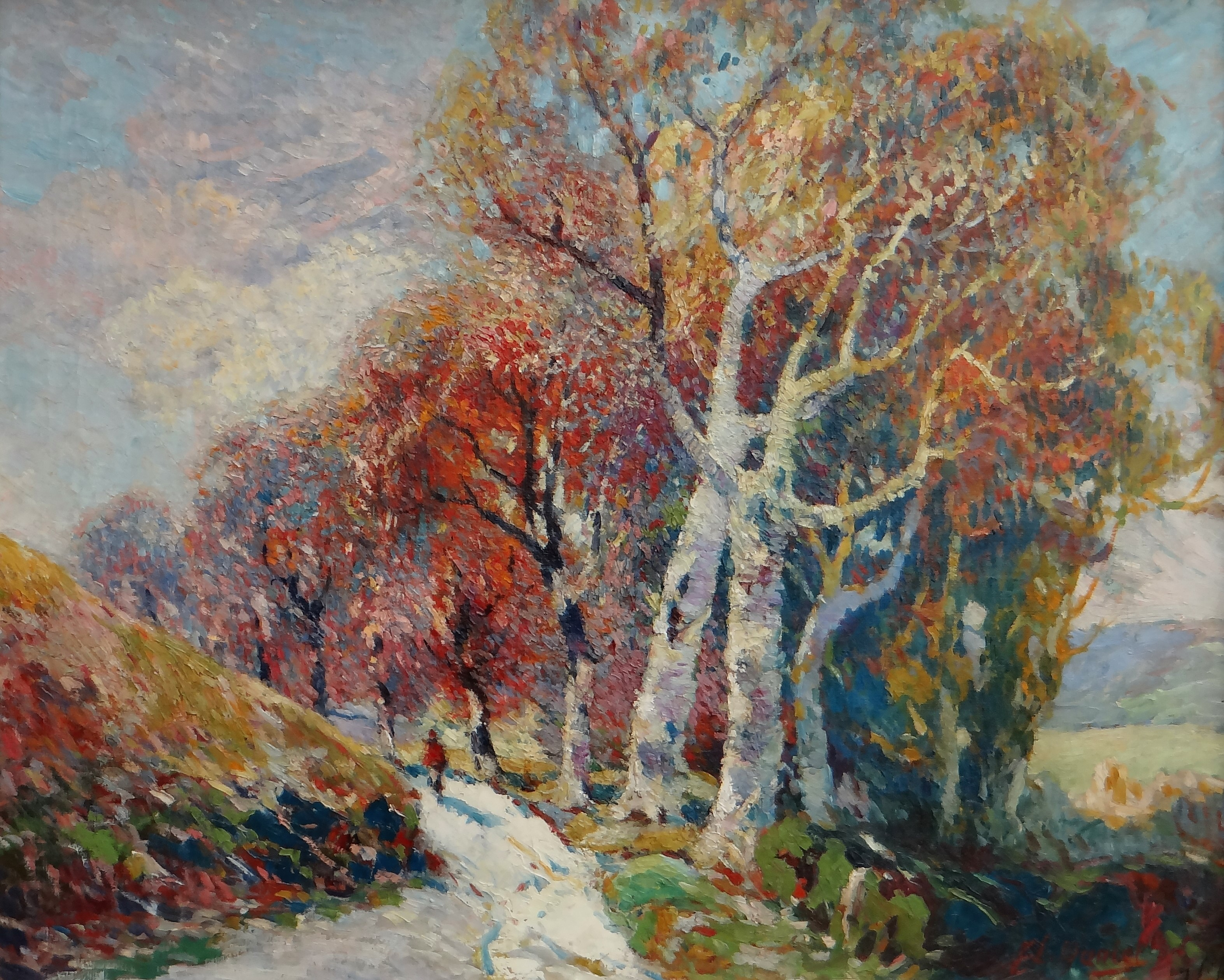
Cerisiers en Périgord Musée d'art et d'archéologie du Périgord

Jean-Louis Daniel est un occitan convaincu. Il a fait partie du premier bureau du « Bournat » qui s'est réuni le 10 novembre 1901. Il a publié un grammaire périgourdine et un dictionnaire périgourdin sous le nom de Jean Daniel.

## Publications
- Éléments de grammaire périgourdine, imprimerie de Ribes, Périgueux, 1911
- Dictionnaire périgourdin, Première partie, Dictionnaire français-périgourdin avec supplément, imprimerie de Ribes, Périgueux, 1914 (réimpression Laffitte 1978)
- Dictionnaire périgourdin, Deuxième partie, Dictionnaire périgourdin français, imprimerie Réjou, Périgueux, 1988. Ce dictionnaire est à l'état de notes manuscrites à la mort Jean-Louis Daniel. Il a été repris par le félibre Pierre Barrier pour son impression.

### Biographie
« L'école de Périgueux - Jean-Louis Daniel (1861-1929) », dans Bulletin de la Société historique et archéologique du Périgord, 1999, tome 126, 3e livraison, p. 393-394 (lire en ligne)